# José Mariano Lustosa do Amaral
José Mariano Lustosa do Amaral foi um político brasileiro.
Foi presidente da província do Piauí, de 1 a 24 de janeiro de 1859, de 26 de julho a 5 de novembro de 1859, de 15 de abril a 13 de maio de 1861, e de 19 de dezembro de 1878 a 18 de março de 1879.